# هجمات بلوشستان أغسطس 2021
هجمات بلوشستان أغسطس 2021 في 26 أغسطس 2021 قتل أربعة من أفراد الأمن وأصيب ستة آخرون في هجمات شنها متمردو البلوش في مقاطعتي زيارات وبنجغور.

## انفجار زيارات
تلقت قوة ليفيز تقارير عن اختطاف أربعة عمال يعملون في سد مانغي. أطلق فريق ليفيز عملية بحث لإنقاذ العمال. غير أن ضابطًا من القوات الأمريكية اصطدم بلغم أرضي أثناء مطاردة سيارة الخاطفين. أسفر الانفجار عن مقتل ثلاثة ليفيز وإصابة ثلاثة آخرين في السيارة الأخرى. أطلق الخاطفون سراح العاملين عندما بدأ ليفيز في مطاردتهما.

## الاحتجاجات
وضع ورثة شهداء ليفيز وأهالي زيارات وهارناي وسنجاوي ومختلف الأحزاب والقبائل الجثث على الطريق السريع الرئيسي بالقرب من كوتش مور والزيارات وكويته وأغلقوا الطريق العام أمام جميع أنواع حركة المرور. ظلت حركة المرور على الطريق السريع الوطنى الرئيسى في شمال بلوشستان معلقة لساعات. وقال المتظاهرون إن الجثث لن تدفن حتى تشكيل الهيئة القضائية. يواجه المسافرون من وإلى كويته القادمين من زيارات وسنجاوي ودكي وكوهلو وهارناي وشاهراج ولورالاي، وخاصة النساء والأطفال وكبار السن والمعاقين وعمال النقل صعوبات شديدة.
كما نُظمت إضرابات إغلاق أبواب زيرات ومسلم باغ وخانوزي وقلعة سيف الله وزوب ولورالاي وظلت الأسواق والأسواق مغلقة.

## هجوم بنجور
قُتل رجل من فرونتير كور وأصيب ثلاثة آخرون في منطقة غوارغو بمقاطعة بانجور على يد مهاجمين مجهولين عندما مرت مركبة تابعة لفريق فرونتير عبر المنطقة. تم نقل الجرحى إلى مستشفى منطقة بنجور.